# 宿 (春秋)
宿（しゅく）は、周代の諸侯国。周の武王は伏羲氏に対する景仰を表し、伏羲氏の末裔を宿（現在の山東省泰安市東平県東平街道宿城村）に封じて諸侯国を建立した。春秋時代、宿は宋によって滅亡した。